# Leptostylus incertus
Leptostylus incertus är en skalbaggsart som först beskrevs av Bates 1881.  Leptostylus incertus ingår i släktet Leptostylus och familjen långhorningar.
Artens utbredningsområde är:
- Guatemala.
- Nicaragua.

Inga underarter finns listade i Catalogue of Life.